# Campeonato Mundial de Judô de 2013
O Campeonato Mundial de Judô de 2013 foi realizado na cidade do Rio de Janeiro, Brasil de 26 de agosto a 1 de setembro de 2013. Esta foi a terceira vez que o torneio se realizou no Brasil e esta edição contou pontos para os Jogos Olímpicos de 2016.

## Medalhistas

### Masculino
| Evento               | Ouro                | Prata                         | Bronze                |
| -------------------- | ------------------- | ----------------------------- | --------------------- |
| Ligeiro (60 kg)      | JPN Naohisa Takato  | MGL Dashdavaagiin Amartüvshin | KOR Kim Won-Jin       |
| Ligeiro (60 kg)      | JPN Naohisa Takato  | MGL Dashdavaagiin Amartüvshin | AZE Orkhan Safarov    |
| Meio leve (66 kg)    | JPN Masashi Ebinuma | KAZ Azamat Mukanov            | JPN Masaaki Fukuoka   |
| Meio leve (66 kg)    | JPN Masashi Ebinuma | KAZ Azamat Mukanov            | UKR Georgii Zantaraia |
| Leve (73 kg)         | JPN Shohei Ono      | FRA Ugo Legrand               | BEL Dirk Van Tichelt  |
| Leve (73 kg)         | JPN Shohei Ono      | FRA Ugo Legrand               | NED Dex Elmont        |
| Meio médio (81 kg)   | FRA Loïc Pietri     | GEO Avtandil Tchrikishvili    | RUS Ivan Vorobev      |
| Meio médio (81 kg)   | FRA Loïc Pietri     | GEO Avtandil Tchrikishvili    | FRA Alain Schmitt     |
| Médio (90 kg)        | CUB Asley González  | GEO Varlam Liparteliani       | GRE Ilias Iliadis     |
| Médio (90 kg)        | CUB Asley González  | GEO Varlam Liparteliani       | RUS Kirill Denisov    |
| Meio pesado (100 kg) | AZE Elkhan Mammadov | NED Henk Grol                 | CZE Lukáš Krpálek     |
| Meio pesado (100 kg) | AZE Elkhan Mammadov | NED Henk Grol                 | GER Dimitri Peters    |
| Pesado (+100 kg)     | FRA Teddy Riner     | BRA Rafael Silva              | TUN Faicel Jaballah   |
| Pesado (+100 kg)     | FRA Teddy Riner     | BRA Rafael Silva              | GER Andreas Tölzer    |
| Equipes              | Geórgia             | Rússia                        | Japão                 |
| Equipes              | Geórgia             | Rússia                        | Alemanha              |

### Feminino
| Event               | Ouro                       | Prata                     | Bronze                 |
| ------------------- | -------------------------- | ------------------------- | ---------------------- |
| Ligeiro (48 kg)     | MGL Mönkhbatyn Urantsetseg | JPN Haruna Asami          | BEL Charline Van Snick |
| Ligeiro (48 kg)     | MGL Mönkhbatyn Urantsetseg | JPN Haruna Asami          | BRA Sarah Menezes      |
| Meio leve (52 kg)   | KOS Majlinda Kelmendi      | BRA Erika Miranda         | GER Mareen Kräh        |
| Meio leve (52 kg)   | KOS Majlinda Kelmendi      | BRA Erika Miranda         | JPN Yuki Hashimoto     |
| Leve (57 kg)        | BRA Rafaela Silva          | USA Marti Malloy          | SVN Vlora Bedeti       |
| Leve (57 kg)        | BRA Rafaela Silva          | USA Marti Malloy          | GER Miryam Roper       |
| Meio médio (63 kg)  | ISR Yarden Gerbi           | FRA Clarisse Agbegnenou   | FRA Gévrise Émane      |
| Meio médio (63 kg)  | ISR Yarden Gerbi           | FRA Clarisse Agbegnenou   | NED Anicka van Emden   |
| Médio (70 kg)       | COL Yuri Alvear            | GER Laura Koch            | NED Kim Polling        |
| Médio (70 kg)       | COL Yuri Alvear            | GER Laura Koch            | KOR Kim Seong-Yeon     |
| Meio pesado (78 kg) | PRK Sol Ky-Ong             | NED Marhinde Verkerk      | BRA Mayra Aguiar       |
| Meio pesado (78 kg) | PRK Sol Ky-Ong             | NED Marhinde Verkerk      | FRA Audrey Tcheuméo    |
| Pesado (+78 kg)     | CUB Idalys Ortiz           | BRA Maria Suelen Altheman | JPN Megumi Tachimoto   |
| Pesado (+78 kg)     | CUB Idalys Ortiz           | BRA Maria Suelen Altheman | KOR Lee Jung-Eun       |
| Equipes             | Japão                      | Brasil                    | Cuba                   |
| Equipes             | Japão                      | Brasil                    | França                 |

## Quadro de Medalhas
| Ordem | País            | Medalha de ouro | Medalha de prata | Medalha de bronze | Total |
| ----- | --------------- | --------------- | ---------------- | ----------------- | ----- |
| 1     | Japão           | 4               | 1                | 4                 | 9     |
| 2     | França          | 2               | 2                | 4                 | 8     |
| 3     | Cuba            | 2               | 0                | 1                 | 3     |
| 4     | Brasil          | 1               | 3                | 2                 | 7     |
| 5     | Geórgia         | 1               | 2                | 0                 | 3     |
| 6     | Mongólia        | 1               | 1                | 0                 | 2     |
| 7     | Azerbaijão      | 1               | 0                | 1                 | 2     |
| 8     | Colômbia        | 1               | 0                | 0                 | 1     |
| 8     | Israel          | 1               | 0                | 0                 | 1     |
| 8     | Kosovo          | 1               | 0                | 0                 | 1     |
| 8     | Coreia do Norte | 1               | 0                | 0                 | 1     |
| 12    | Países Baixos   | 0               | 2                | 3                 | 5     |
| 13    | Alemanha        | 0               | 1                | 5                 | 6     |
| 14    | Rússia          | 0               | 1                | 2                 | 3     |
| 15    | Cazaquistão     | 0               | 1                | 0                 | 1     |
| 15    | Estados Unidos  | 0               | 1                | 0                 | 1     |
| 17    | Coreia do Sul   | 0               | 0                | 3                 | 3     |
| 18    | Bélgica         | 0               | 0                | 2                 | 2     |
| 19    | Chéquia         | 0               | 0                | 1                 | 1     |
| 19    | Grécia          | 0               | 0                | 1                 | 1     |
| 19    | Eslovénia       | 0               | 0                | 1                 | 1     |
| 19    | Tunísia         | 0               | 0                | 1                 | 1     |
| 19    | Ucrânia         | 0               | 0                | 1                 | 1     |
| Total | Total           | 16              | 16               | 32                | 64    |